# 中国科学院高能物理研究所
39°54′40″N 116°14′41″E / 39.91104°N 116.24460°E

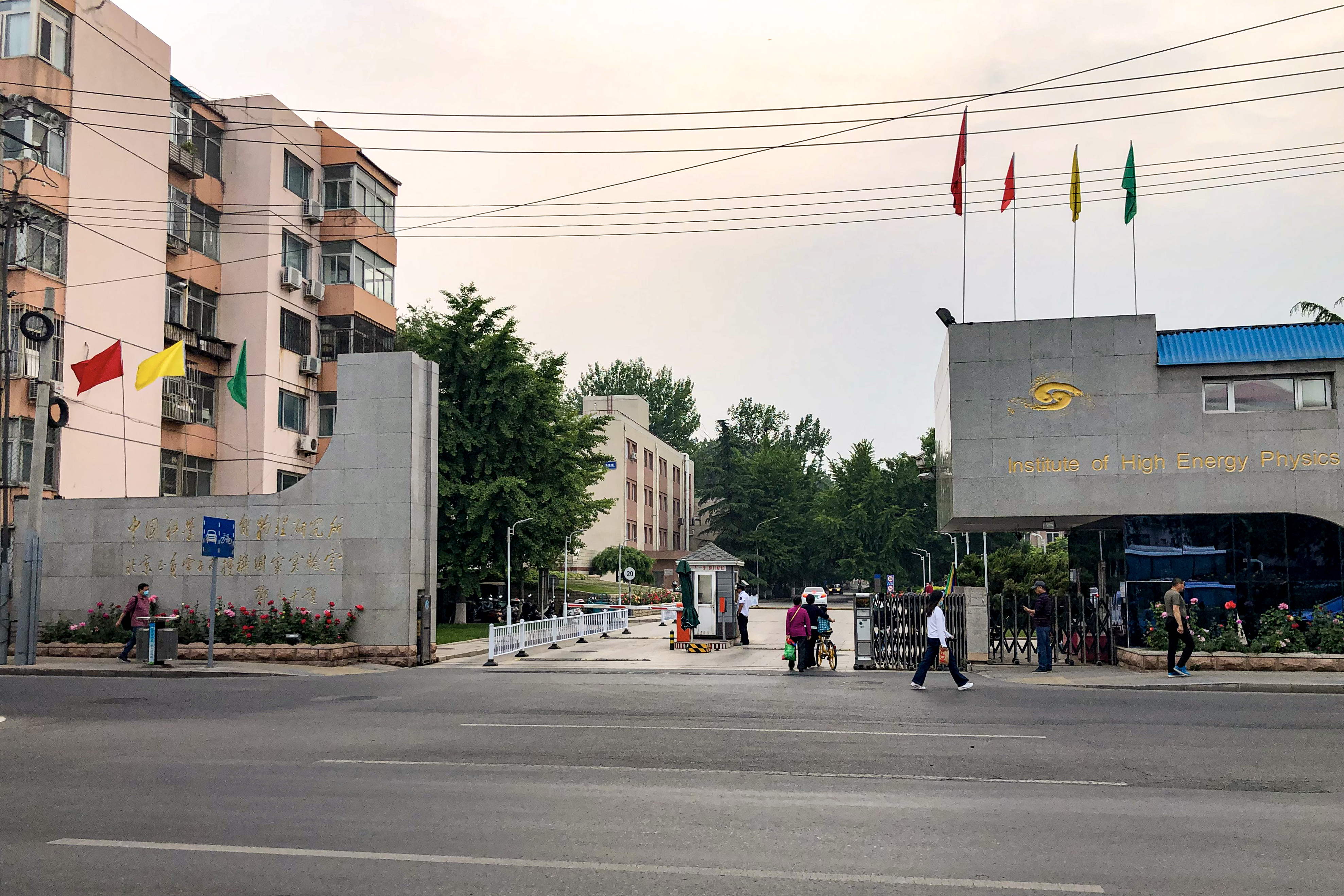
高能物理研究所正门

中国科学院高能物理研究所是中国高能物理的主要研究所，位于中国北京市石景山区玉泉路，下属著名的北京正负电子对撞机。前身是创建于1950年的中国科学院近代物理研究所，后改称物理所、原子能研究所；1973年在中国科学院原子能研究所一部的基础上组建而成。主办一些学术月刊或双月刊如《中国物理C》与《现代物理知识》。

## 沿革
1950年5月19日，中国科学院近代物理所成立，吴有训任所长，钱三强任副所长。1953年10月6日，更名为“中国科学院物理研究所”。1958年7月1日，更名为“中国科学院原子能研究所”。
然而20世纪50年代的中国并没有自己的粒子物理研究基地，只能参加苏联杜布纳联合原子核研究所的粒子物理研究工作，且需担负杜布纳研究所费用的四分之一。1972年8月，张文裕等科学家联名写信给周恩来总理建议建设粒子加速器，建立中国自己的粒子物理实验基地。1973年2月1日，在原子能研究所一部的基础上成立中国科学院高能物理研究所，所长张文裕。

## 下属研究机构
1个大科学装置
1. 北京正负电子对撞机国家实验室

1个国家重点实验室
1. 核探测与核电子学国家重点实验室（与中国科学技术大学联建）

4个中科院级实验室
1. 纳米生物效应与安全性重点实验室（与国家纳米科学中心联建）
2. 粒子天体物理重点实验室
3. 核分析技术重点实验室（与中国科学院上海应用物理研究所联建）
4. 粒子加速物理与技术重点实验室

2个省部级实验室
1. 北京市射线成像技术与装备工程中心
2. 网络安全防护技术北京市重点实验室